# Хорошевское сельское поселение
Хороше́вское сельское поселение — муниципальное образование в составе Богородского района Кировской области России, существовавшее в 2006 — 2012 годах.
Центр — село Хороши.

## История
Хорошевское сельское поселение образовано 1 января 2006 года согласно Закону Кировской области от 07.12.2004 № 284-ЗО.
28 апреля 2012 года Законом Кировской области № 141-ЗО Хорошевское сельское поселение было упразднено, все населённые пункты включены в состав Ошланского сельского поселения.

## Население
Население сельского поселения составляло 299 человек (2010).

## Состав
В состав поселения входили 2 населённых пункта:
- село Хороши
- село Лобань